# Katharina Fox
Katharina Fox (* 22. April 1996) ist eine deutsche Radrennfahrerin, die vorrangig auf der Straße aktiv ist.

## Sportlicher Werdegang
Zum Radsport kam Fox erst während ihres Studiums in Freiburg, seit 2019 bestreitet sie Radrennen. 2021 schloss sie sich der RSG Gießen Biehle an und gewann mit dem Team die Deutsche Meisterschaft im Mannschaftszeitfahren. Erst mit der Fusion ihres Teams mit dem Team Maxx-Solar zur Saison 2022 bekam sie einen professionellen Trainer, mit dem sie ihr Leistungsvermögen steigern konnte. Mit zwei Siegen zum Saisonende sowie dem erneuten Gewinn des nationalen Titels im Mannschaftszeitfahren sicherte sie sich noch die Gesamtwertung der Rad-Bundesliga 2022.
2023 wurde Fox überraschend Deutsche Vizemeisterin im Einzelzeitfahren und verpasste den Titel nur um 0,9 Sekunden. Mit diesem Ergebnis wurde sie für die Europameisterschaften nominiert, wo sie im Einzelzeitfahren den 11. Platz und im Straßenrennen den 68. Platz belegte. Nur einen Tag nach den Europameisterschaften gewann sie das Bundesliga-Rennen in Bad Dürrheim und sicherte damit den erneuten Gewinn der Gesamtwertung ab.
In der Saison 2024 blieb sie auf der Straße ohne nennenswerte Erfolge. Bei den Deutschen Meisterschaften im Bahnradsport 2024 gewann sie den Titel in der Einerverfolgung. 2025 wechselte sie zum Team Embrace the World.

## Erfolge
2021
- Deutsche Meisterin – Mannschaftszeitfahren

2022
- Deutsche Meisterin – Mannschaftszeitfahren
- Gesamtwertung Rad-Bundesliga 2022

2023
- Deutsche Meisterin – Mannschaftszeitfahren
- Gesamtwertung Rad-Bundesliga 2023

2024
- Deutsche Meisterin – Einerverfolgung